# Frank Glaß
Frank Glaß (* 29. Mai 1965) ist ein ehemaliger deutscher Fußballspieler.

## Karriere
Glaß gehörte Bayer 04 Leverkusen an, als in der Saison 1985/86 zu seinem Debüt in der Bundesliga kam. Er wurde am 13. Spieltag in der Partie gegen Werder Bremen in der 84. Spielminute für Cha Bum-kun eingewechselt wurde. Es blieb sein einziger Einsatz in der Bundesliga. 1987 wechselte er in die 2. Bundesliga zu BVL 08 Remscheid. Für den Neuling in der zweiten Liga absolvierte er 16 Spiele und erzielte zwei Tore. Zum Saisonabschluss stieg Glaß mit Remscheid ab.
Nach seiner Zeit als Fußballer arbeitet Glaß als Physiotherapeut, ab 1998 bei seinem alten Arbeitgeber Bayer.